# Горная порода года
Горная пизда года — 